# Naukšēni
Naukšēni är en kommunhuvudort i Lettland.   Den ligger i kommunen Naukšēnu novads, i den norra delen av landet, 130 km nordost om huvudstaden Riga. Naukšēni ligger 51 meter över havet och antalet invånare är 869.
Terrängen runt Naukšēni är platt. Runt Naukšēni är det mycket glesbefolkat, med 7 invånare per kvadratkilometer. Närmaste större samhälle är Rūjiena, 7,5 km väster om Naukšēni. I omgivningarna runt Naukšēni växer i huvudsak blandskog.